# Ton nom est Justine
Pour plus de détails, voir Fiche technique et Distribution.
Ton nom est Justine, parfois connu sous son titre anglais Your Name Is Justine (titre original : Masz na imię Justine), est un film luxembourgo-polonais sorti en 2005, réalisé par Franco de Peña. De Peña voulait initialement produire le film en Allemagne, mais confronté à un manque de fonds, il s'est alors rendu au Luxembourg. Le film est coproduit par Hemisphere Films au Luxembourg et Opus Film en Pologne, et tourné principalement au Luxembourg avec l'aide de nombreux techniciens locaux. En raison de la production multiforme, les dialogues du film sont en anglais, allemand et polonais. L'intrigue de l'histoire tourne autour d'une fille appelée Mariola (Anna Cieślak), qui est forcée de se prostituer à Berlin et tente de conserver son estime de soi malgré l'exploitation par ceux qui l'entourent.

## Synopsis
Alors qu'elle vivait avec sa grand-mère en Pologne, une jeune femme, Mariola (Anna Cieślak) tombe amoureuse. Son petit ami, Artur (Rafal Mackowiak) est charmant et leur propose de voyager à travers l'Europe et de travailler ici et là pour payer leur voyage. Malheureusement, Artur n'est pas ce qu'il paraît et Mariola est vendue comme prostituée lorsqu'ils traversent l'Allemagne. Nous suivons son épreuve alors qu'elle essaie de se libérer et de rester saine d'esprit au fil du temps et que ses ravisseurs tentent de la briser et de la conditionner à une nouvelle vie de servitude.

## Fiche technique
- Titre français : Ton nom est Justine[2],[3]
- Titre luxembourgeois : Your Name Is Justine[4]
- Titre original : Masz na imię Justine
- Réalisation : Franco de Peña
- Scénario : Chris Burdza, Tomasz Kepski et Franco de Peña
- Musique : Nikos Kypourgos
- Photographie : Arkadiusz Tomiak
- Montage : Jaroslaw Kaminski
- Production : Stéphan Carpiaux, Piotr Dzięcioł et Wioletta Gradkowska
- Société de production : Hemispheres Films et Opus Film
- Pays :  Luxembourg et  Pologne
- Genre : Thriller
- Durée : 97 minutes
- Dates de sortie : 
  - Canada : 30 août 2005 (Festival des films du monde de Montréal)
  - Luxembourg : 15 septembre 2006
  - France : 16 octobre 2007 (Alsace)[5]

## Distribution
- Anna Cieślak : Mariola
- Arno Frisch : Niko
- Rafal Mackowiak : Artur
- Mathieu Carrière : Gunter
- Dominique Pinon : oncle Goran
- Katarzyna Cygler : Ola
- Małgorzata Buczkowska : Hania
- Barbara Walkówna : Barbara Szymanska, la grand-mère de Mariola

## Candidature aux Oscars
Le film était la candidature luxembourgeoise à la 79e cérémonie des Oscars pour l'Oscar du meilleur film en langue étrangère. Bien que les soumissions précédentes (à l'instar du film italien Private) aient été rejetées parce qu'elles n'étaient pas dans la langue officielle du pays, l'Académie a supprimé l'exigence pour la 79e cérémonie des Oscars, permettant à Ton nom est Justine et à d'autres films tels que Water (qui ne contenait que du dialogue en hindi) de postuler au prix. Cependant, le film a été rejeté par l'Académie des arts et des sciences du cinéma avant le processus d'examen formel. L'Académie a déterminé qu'il n'y avait pas suffisamment de contribution créative du Luxembourg pour se qualifier selon les exigences de l'Académie, qui soulignent qu'un « pays soumissionnaire doit certifier que le talent créatif de ce pays a exercé le contrôle artistique du film, ». Joy Hoffman, la responsable du comité luxembourgeois des Oscars en langue étrangère, a été déçue par le rejet. Il a noté que « sans le Luxembourg, le film n'existerait pas ».